# Modjo (álbum)
Modjo es el álbum debut de la banda francesa de house-pop Modjo. Fue lanzado el 18 de septiembre de 2001 por la empresa discográfica MCA Records. El álbum contiene el famoso sencillo «Lady (Hear Me Tonight)».

## Lista de canciones
| N.º   | Título                    | Escritor(es)                                         | Duración |  |
| 1.    | «Acknowledgement»         | Yann Destagnol Romain Tranchart                      | 3:05     |  |
| 2.    | «Chillin'»                | Destagnol, Tranchart, Bernard Edwards y Nile Rodgers | 4:52     |  |
| 3.    | «Lady (Hear Me Tonight)»  | Destagnol                                            | 5:06     |  |
| 4.    | «Too Good to Be True»     | Destagnol                                            | 1:28     |  |
| 5.    | «Peace of Mind»           | Destagnol                                            | 3:15     |  |
| 6.    | «What I Mean»             | Destagnol                                            | 4:13     |  |
| 7.    | «Music Takes You Back»    | Destagnol                                            | 4:13     |  |
| 8.    | «No More Tears»           | Destagnol                                            | 6:15     |  |
| 9.    | «Rollercoaster»           |                                                      | 4:13     |  |
| 10.   | «On Fire»                 | Destagnol, Tranchart y Cerrone                       | 6:36     |  |
| 11.   | «Savior Eyes»             | Destagnol                                            | 5:14     |  |
| 12.   | «Lady» (versión acústica) | Destagnol y Tranchart                                | 3:13     |  |
| 51:43 |                           |                                                      |          |  |

| Bonus track (versión Reino Unido) |                                                        |          |  |
| N.º                               | Título                                                 | Duración |  |
| 13.                               | «Lady» (versión acústica)                              |          |  |
| 14.                               | «Chillin'» (versión en vivo)                           |          |  |
| 15.                               | «Lady (Hear Me Tonight)» (Choo Choo's Original Recipe) |          |  |
| 16.                               | «Chillin'» (Derrick Carter BHQ Revision Mix)           |          |  |
| 17.                               | «Chillin'» (Modjo's Dyrt Mix)                          |          |  |
| 18.                               | «What I Mean» (Ian Pooley's Back in the Days Mix)      |          |  |

## Posicionamiento en listas
| Posicionamiento (2001)              | Mejor posición |
| ----------------------------------- | -------------- |
| Australia (ARIA)                    | 89             |
| Austria (Ö3 Austria)                | 41             |
| Alemania (Offizielle Top 100)       | 30             |
| Finlandia (Suomen Virallinen Lista) | 39             |
| Francia (SNEP)                      | 21             |
| Suiza (Schweizer Hitparade)         | 13             |